# 닷 파리

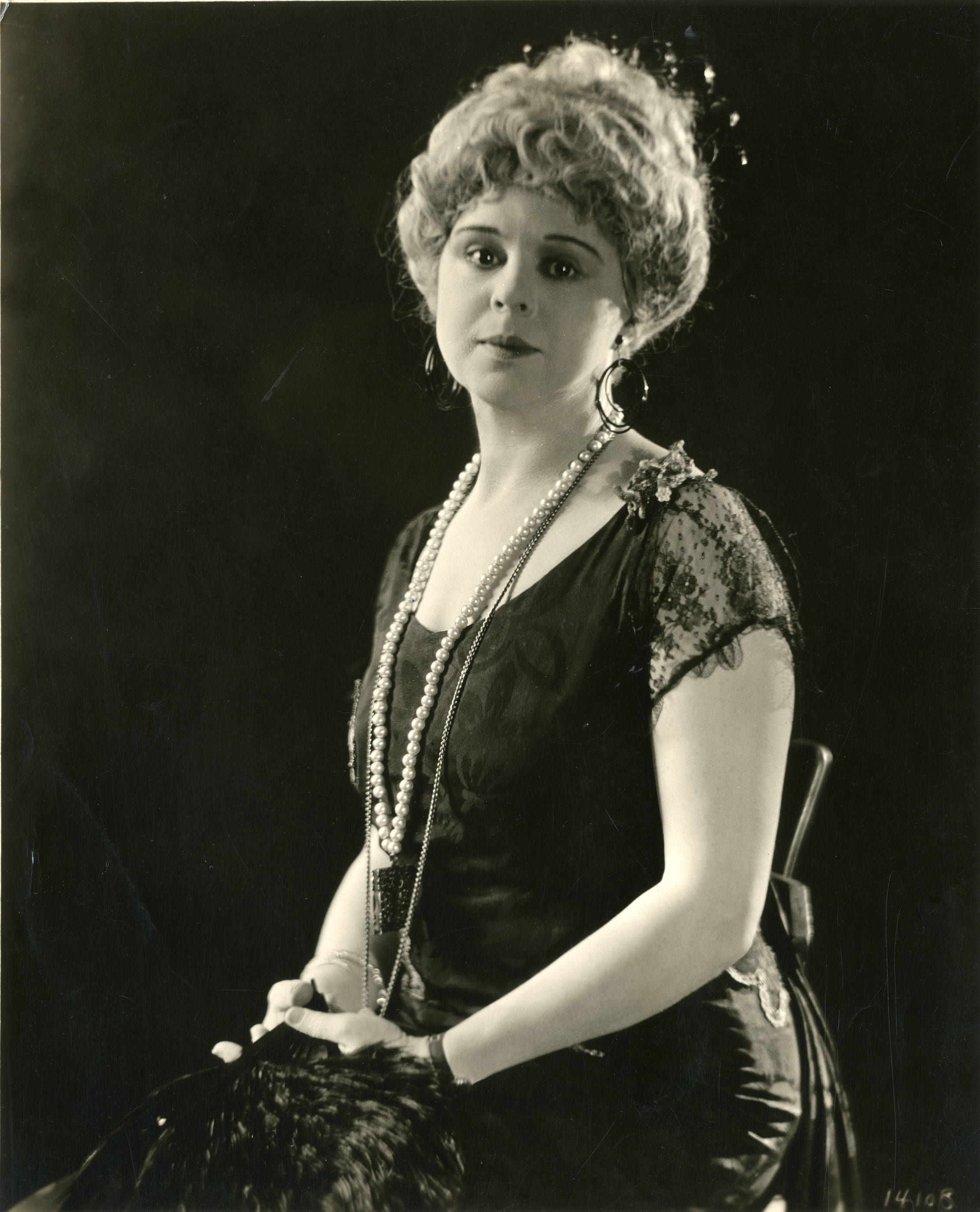

닷 파리(Dorothy Farley, 1881년 2월 6일 ~ 1971년 5월 2일)는 미국의 배우, 영화배우, 연극 배우, 각본가, 가수이다.
시카고에서 태어났으며 사우스패서디나에서 사망하였다. 포리스트 론 메모리얼 파크에 매장되었다.

## 영화
- 정복 영웅의 환영 (1944년)
- 허스 투 홀드 (1943년)
- 여자들 (1939년)
- 이브의 정원 (1928년)
- 왕중왕 (1927년)
- 여기는 파리 (1926년) - 마담 모로 역
- 우먼 오브 더 월드 (1925년)
- 더 시그널 타워 (1924년)
- 디 아퀴틀 (1923년)